# Gustavo Bussenius
Gustavo Bussenius (Vallenar, 1885 - Santiago, 5 de junio de 1932) fue un fotógrafo y documentalista chileno.

## Biografía
Fue hijo del ingeniero alemán Luis Bussenius y de la chilena Teresa Vega, hermano mayor de la directora de cine Gabriela Bussenius.
Comenzó como reportero gráfico para la revista Zig-Zag. Tras conversar con su cuñado, el fotógrafo italiano Salvador Giambastiani, Bussenius se interesó por el cine y decidió trabajar en aquella área. En 1921 aproximadamente se une a Chile Films Co. y posteriormente trabaja en Andes Films. En dichos estudios se desempeñó como camarógrafo y director de fotografía.
Su primer trabajo fue en el documental El empuje de una raza (1922), de Pedro Sienna. Ese mismo año participó en la comedia Galán duende (1922) del cineasta Nicolás Novoa Valdés. A estas cintas siguieron otros proyectos como Corazón de huaso (1923) de Alberto Santana, La copa del olvido (1923) de Rafael Maluenda y Un grito en el mar (1924) de Sienna.
Tras pasar seis meses en Nueva York estudiando técnica cinematográfica, Bussenius regresa a Chile y trabaja en la película El húsar de la muerte (1925). La cinta fue dirigida y protagonizada por Pedro Sienna, y está basada en los últimos años del prócer Manuel Rodríguez. Inmediatamente después viajó a la ciudad de Concepción para trabajar en las películas Canta y no llores, corazón (1925) de Juan Pérez Berrocal. También participó en Las aventuras de Juan Penco Boxeador (1925) y Mater Dolorosa (1925), de Alberto Santana.
Durante los años siguientes se encargó de realizar documentales a lo largo de Chile. Estuvo a cargo de las Actualidades cinematográficas del periódico La Nación. Su último trabajo en el cine de ficción fue para la cinta La calle del ensueño (1929), de Jorge Délano ("Coke"). El filme fue premiado como la mejor película castellana en la Exposición Iberoamericana de Sevilla de 1929.
El 4 de junio de 1932, mientras se encontraba filmando una revuelta callejera en Santiago, el documentalista recibió un disparo que surgió del enfrentamiento entre protestantes y miembros de la armada. Bussenius agonizó durante un día y falleció el 5 de junio.